# Solanecio
 Solanecio   (Sch.Bip.) Walp., 1846 è un genere di piante angiosperme dicotiledoni della famiglia delle Asteraceae (sottofamiglia Asteroideae).

## Etimologia
Il nome scientifico del genere è stato definito dai botanici Carl Heinrich Schultz (1805-1867) e Wilhelm Gerhard Walpers (1816-1853) nella pubblicazione " Repertorium Botanices Systematicae (Walpers)" ( Repert. Bot. Syst. (Walpers) 6: 273) del 1846.

## Descrizione
Habitus. Le specie di questo genere hanno un habitus di tipo erbaceo perenne, oppure arbustivo o arboreo. Le superfici delle piante possono essere sia glabre che pubescenti per peli semplici.
Radici. Le radici in genere sono secondarie da rizoma e possono essere fibrose. I rizomi sono striscianti o legnosi.
Fusto. La parte aerea è eretta; semplice o ramosa.
Foglie. Le foglie cauline, disposte in modo alternato, sono picciolate o sessili (quelle superiori). La forma della lamina è intera o seghettata o lobata o laciniata.
Infiorescenza. Le sinflorescenze sono composte da più capolini organizzati in formazioni corimbose. Le infiorescenze vere e proprie sono formate da un capolino terminale peduncolato di tipo discoide. Alla base dell'involucro (la struttura principale del capolino) è presente un calice formato da brattee fogliacee. I capolini sono formati da un involucro, con forme da cilindriche a campanulate o emisferiche, composto da diverse brattee, al cui interno un ricettacolo fa da base ai fiori. Le brattee sono disposte in modo embricato di solito su una sola serie e possono essere connate alla base. Il ricettacolo è nudo (senza pagliette a protezione della base dei fiori); la forma è convessa e a volte è alveolato.
Fiori.  I fiori sono tetra-ciclici (formati cioè da 4 verticilli: calice – corolla – androceo – gineceo) e pentameri (calice e corolla formati da 5 elementi). Sono inoltre ermafroditi, tubulosi e actinomorfi.
- Formula fiorale:

*/x K {\displaystyle \infty }, [C (5), A (5)], G 2 (infero), achenio
- Calice: i sepali del calice sono ridotti ad una coroncina di squame.
- Corolla: nella parte inferiore i petali della corolla sono saldati insieme e formano un tubo. In particolare le corolle dei fiori del disco centrale (tubulosi) terminano con delle fauci dilatate a raggiera con cinque lobi. I lobi possono avere una forma da deltoide a triangolare-ovata. Il colore delle corolle è giallo.
- Androceo: gli stami sono 5 con dei filamenti liberi. La parte basale del collare dei filamenti può essere dilatata. Le antere invece sono saldate fra di loro e formano un manicotto che circonda lo stilo. Le antere sono senza coda ("ecaudate"). La struttura delle antere è di tipo tetrasporangiato, raramente sono bisporangiate. Il tessuto endoteciale è radiale o polarizzato. Il polline è tricolporato (tipo "helianthoid").[10]
- Gineceo: lo stilo è biforcato con due stigmi nella parte apicale. Gli stigmi sono troncati; possono avere un ciuffo di peli radicali o in posizione centrale; possono inoltre essere ricoperti da minute papille; altre volte i peli sono di tipo penicillato. Le superfici stigmatiche sono separate o parzialmente confluenti, oppure continue.  L'ovario è infero uniloculare formato da 2 carpelli. Le pareti dell'ovario sono ricoperte di cristalli drusiformi.

Frutti. I frutti sono degli acheni con pappo. La forma degli acheni è ellittico-oblunga; la superficie è percorsa da diverse coste longitudinali e può essere glabra o talvolta pubescente. Possono essere presenti delle ali o degli ispessimenti marginali. Il carpoforo è distinguibile e anulare. Il pappo è formato da numerose setole snelle.

## Biologia
Impollinazione: l'impollinazione avviene tramite insetti (impollinazione entomogama tramite farfalle diurne e notturne).
Riproduzione: la fecondazione avviene fondamentalmente tramite l'impollinazione dei fiori (vedi sopra).
Dispersione: i semi (gli acheni) cadendo a terra sono successivamente dispersi soprattutto da insetti tipo formiche (disseminazione mirmecoria). In questo tipo di piante avviene anche un altro tipo di dispersione: zoocoria. Infatti gli uncini delle brattee dell'involucro (se presenti) si agganciano ai peli degli animali di passaggio disperdendo così anche su lunghe distanze i semi della pianta. Inoltre per merito del pappo il vento può trasportare i semi anche a distanza di alcuni chilometri (disseminazione anemocora).

## Distribuzione e habitat
Le specie di questo genere sono distribuite in Africa tropicale e nella Penisola Arabica.

## Tassonomia
La famiglia di appartenenza di questa voce (Asteraceae o Compositae, nomen conservandum) probabilmente originaria del Sud America, è la più numerosa del mondo vegetale, comprende oltre 23.000 specie distribuite su 1.535 generi, oppure 22.750 specie e 1.530 generi secondo altre fonti (una delle checklist più aggiornata elenca fino a 1.679 generi). La famiglia attualmente (2021) è divisa in 16 sottofamiglie; la sottofamiglia Asteroideae è una di queste e rappresenta l'evoluzione più recente di tutta la famiglia.

### Filogenesi
Il genere di questa voce appartiene alla sottotribù Senecioninae della tribù Senecioneae (una delle 21 tribù della sottofamiglia Asteroideae). In base ai dati filogenetici la sottotribù, all'interno della tribù, occupa il "core" della tribù e insieme alla sottotribù Othonninae forma un "gruppo fratello".
I seguenti caratteri sono indicativi per la sottotribù:
- il portamento è molto vario (erbe, arbusti, liane, epifite, alberelli o alberi);
- le foglie sono sia basali che cauline disposte in modo alternato;
- sono presenti capolini sia radiati, disciformi o discoidi;
- le antere sono tetrasporangiate, raramente bisporangiate.

La struttura della sottotribù è molto complessa e articolata (è la più numerosa della tribù con oltre 1.200 specie distribuite su un centinaio di generi) e al suo interno sono raccolti molti sottogruppi caratteristici le cui analisi sono ancora da completare.
Il genere di questa voce fa parte del gruppo "Gynuroid clade" formato dai generi Gynura, Kleinia, Solanecio, dalla "Curio alliance" (generi: Curio, Baculellum e Delairea) e del "Senecio melastomifolius-S. meuselii clade". In particolare i tre generi Gynura, Kleinia, Solanecio, che formano un clade ben supportato, sono caratterizzati dalla presenza, al loro interno, di ossalto di calcio sotto forma di cristalli drusiformi. In posizione "basale" a questo gruppo di generi si trova la "Curio alliance" (formano insieme un "gruppo fratello"). Il gruppo è inoltre imparentato, da un punto di vista filogenetico, al gruppo delle Adenostylinae o "Gruppo quadridentato" chiamato informalmente Adenostylinae (generi: Adenostyles, Caucasalia, Dolichorrhiza, Iranecio e Pojarkovia). Il cladogramma seguente mostra una possibile configurazione filogenetica di questo "supergruppo" delle Senecioninane.
|  | \| \| Solanecio \| \| \| \| \| \| Gynura \| \| \| \| |
|  |                                                      |
|  | Kleinia                                              |
|  |                                                      |
|  | Solanecio                                            |
|  |                                                      |
|  | Gynura                                               |
|  |                                                      |

|  | Solanecio |
|  |           |
|  | Gynura    |
|  |           |

|  | \| \| Solanecio \| \| \| \| \| \| Gynura \| \| \| \| |
|  |                                                      |
|  | Kleinia                                              |
|  |                                                      |
|  | Solanecio                                            |
|  |                                                      |
|  | Gynura                                               |
|  |                                                      |

|  | Solanecio |
|  |           |
|  | Gynura    |
|  |           |

|  | \| \| Solanecio \| \| \| \| \| \| Gynura \| \| \| \| |
|  |                                                      |
|  | Kleinia                                              |
|  |                                                      |
|  | Solanecio                                            |
|  |                                                      |
|  | Gynura                                               |
|  |                                                      |

|  | Solanecio |
|  |           |
|  | Gynura    |
|  |           |

|  | \| \| Solanecio \| \| \| \| \| \| Gynura \| \| \| \| |
|  |                                                      |
|  | Kleinia                                              |
|  |                                                      |
|  | Solanecio                                            |
|  |                                                      |
|  | Gynura                                               |
|  |                                                      |

|  | Solanecio |
|  |           |
|  | Gynura    |
|  |           |

|  | \| \| Solanecio \| \| \| \| \| \| Gynura \| \| \| \| |
|  |                                                      |
|  | Kleinia                                              |
|  |                                                      |
|  | Solanecio                                            |
|  |                                                      |
|  | Gynura                                               |
|  |                                                      |

|  | Solanecio |
|  |           |
|  | Gynura    |
|  |           |

|  | \| \| Solanecio \| \| \| \| \| \| Gynura \| \| \| \| |
|  |                                                      |
|  | Kleinia                                              |
|  |                                                      |
|  | Solanecio                                            |
|  |                                                      |
|  | Gynura                                               |
|  |                                                      |

|  | Solanecio |
|  |           |
|  | Gynura    |
|  |           |

|  | \| \| Solanecio \| \| \| \| \| \| Gynura \| \| \| \| |
|  |                                                      |
|  | Kleinia                                              |
|  |                                                      |
|  | Solanecio                                            |
|  |                                                      |
|  | Gynura                                               |
|  |                                                      |

|  | Solanecio |
|  |           |
|  | Gynura    |
|  |           |

|  | \| \| Solanecio \| \| \| \| \| \| Gynura \| \| \| \| |
|  |                                                      |
|  | Kleinia                                              |
|  |                                                      |
|  | Solanecio                                            |
|  |                                                      |
|  | Gynura                                               |
|  |                                                      |

|  | Solanecio |
|  |           |
|  | Gynura    |
|  |           |

I caratteri distintivi per le specie del genere  Solanecio  sono:
- l'involucro alla base è provvisto di un calice esterno;
- il colore delle corolle è solamente giallo;
- gli apici dello stilo hanno un ciuffo centrale di peli o di tipo penicilloso o papilloso.

Il numero cromosomico delle specie è: 2n = 20 e circa 180.

### Elenco delle specie
Questo genere ha 17 specie:
- Solanecio angulatus (Vahl) C.Jeffrey
- Solanecio biafrae  (Oliv. & Hiern) C.Jeffrey
- Solanecio buchwaldii  (O.Hoffm.) C.Jeffrey
- Solanecio cydoniifolius  (O.Hoffm.) C.Jeffrey
- Solanecio epidendricus  (Mattf.) C.Jeffrey
- Solanecio gigas  (Vatke) C.Jeffrey
- Solanecio goetzei  (O.Hoffm.) C.Jeffrey
- Solanecio gymnocarpus  C.Jeffrey
- Solanecio gynuroides  C.Jeffrey
- Solanecio harennensis  Mesfin
- Solanecio kangae  Q.Luke & Beentje
- Solanecio kanzibiensis  (Humbert & Staner) C.Jeffrey
- Solanecio lainzii  Fern.Casas
- Solanecio mannii  (Hook.f.) C.Jeffrey
- Solanecio mirabilis  (Muschl.) C.Jeffrey
- Solanecio nandensis  (S.Moore) C.Jeffrey
- Solanecio tuberosus  (Sch.Bip. ex A.Rich.) C.Jeffrey